# Астраханський тролейбус
Астраханський тролейбус (рос. Астраханский троллейбус) — закрита тролейбусна система (з 30 жовтня 2017 року) в обласному центрі місті Астрахань Росія.
Експлуатацію тролейбусної мережі здійснювало МУП «Астраханське тролейбусне підприємство», розташоване за адресою: 414040, м. Астрахань, площа Карла Маркса, 35, генеральний директор: Полулях Дмитро Миколайович. Колишня компанія ТОВ «Астраханьелектропасажиртранс» визнана банкрутом.
Астраханський тролейбус не дожив до свого п'ятидесятиріччя всього 4 дня.

## Історія
Тролейбусний рух в Астрахані було відкрито 5 листопада 1967 року — зокрема, маршрут № 1 «Залізничний вокзал — Житломістечко», що курсував вулицями Перемоги, Свердлова, Желябова, 50 років ВЛКСМ (Бойова) до вулиці Миколи Островського.
16 листопада 1968 року подовжено рух від залізничного вокзалу вулицями Анрі Барбюса, Савушкіна до Центрального стадіону. Подовжено раніше відкритий маршрут «Центральний стадіон — Житломістечко»
12 листопада 1969 року подовжено слідування тролейбуса від Житломістечка до залізничного переїзду за маршрутом «Центральний стадіон — Школа № 37». 21 квітня 1970 року подовжено маршрут до тепловозоремонтного заводу («Центральний стадіон — АТРЗ»).
1 листопада 1980 року побудована тролейбусна лінія по вулиці Миколи Островського від вулиці 50 років ВЛКСМ (Бойова) до сучасного Дитячого парку. Також був відкритий новий тролейбусний маршрут № 2 «Цирк — Завод холодильного устаткування». Маршрут «Центральний стадіон — АТРЗ» отримав № 1. 
31 грудня 1980 року тролейбусний маршрут № 1 подовжений по вулиці Латишева від Стадіону до Холодильників рибокомбінату, і таким чином став «Холодильники — АТРЗ»
25 грудня 1982 року відкрита нова лінія до мікрорайону «Південний Схід-1, 2» вулицею Зоряною до вулиці Кубанської. Маршрут № 2 подовжено по новій лінії «Залізничний вокзал — Вулиця Кубанська».
13 лютого 1984 року, в зв'язку з реконструкцією автошляху на вулиці Перемоги, подовжений тролейбусний маршрут № 2 «Залізничний вокзал — Завод холодильного устаткування», введено в експлуатацію нове кільце на Вокзальній площі.
5 жовтня 1986 року відкрита швидкісна лінія до аеропорту від АТРЗ по Аеропортівському шосе з відкриттям тролейбусного маршруту № 3 «Залізничний вокзал — Аеропорт».
5 листопада 1987 року тролейбуси прямували від Дитячого парку вулицею Миколи Островського на мікрорайон «Південний Схід-3». Відкрито новий маршрут № 4 «Залізничний вокзал — Південний Схід-3».
29 грудня 1988 року відкритий новий автомобільний міст через річку Волга, який з'єднав Солянку із залізничним вокзалом. Продовжено маршрут № 3 по новозбудованих лініях на мосту, що почав курсувати за маршрутом «Солянка — Аеропорт». Розворот на кінцевій «Солянка» відтоді здійснювалося прямо під мостом під час спуску на вулицю Пушкіна. Це була допоки остання побудована тролейбусна лінія в Астрахані.
4 листопада 1997 року астраханський тролейбус № 2 почав курсувати до «Холодильників» («Холодильники — Вулиця Кубанська»).
1 жовтня 2006 року тролейбусний маршрут № 4 курсував за маршрутом «Холодильники — Південний Схід-3»).
19 лютого 2007 року, в зв'язку з будівництвом мосту через річку Болду, тимчасово закривався тролейбусний рух вулицею Латишева. Маршрути № 1, 2 і 4 скорочені до Центрального стадіону.
15 червня 2010 року, замість рейсів по вихідних і святкових днях, відкрито постійний цілорічний маршрут № 1А «Стадіон — Аеропорт "Нарманово"».
Наприкінці липня 2010 року була скорегована програма розвитку тролейбусної системи Астрахані, згідно з якою планувалося:
- запуск лінії по вулиці Софії Перовської від мікрорайону «Південний Схід-3» до зупинки «Картинна галерея», створення кільцевої лінії;
- прокладення швидкісних ліній по вулиці Татищева (для підвезення студентів до АГТУ і АМУ) і вулиці Латишева (і далі через річку Болда новою трасою до мікрорайону «Бабаєвського»).

30 жовтня 2017 року рух тролейбусів в Астрахані було офіційно призупинено. З 17 липня 2018 року розпочався процес демонтажу контактної мережі.

## Маршрути
В Астрахані експлуатувалися 5 тролейбусних маршрутів. На момент закриття тролейбусної системи у 2017 році працювало дише 3 маршрути (№ 1, 1А і 2).
| №  | Траса                                               | Примітки                                                   | Випуск машин |
| -- | --------------------------------------------------- | ---------------------------------------------------------- | ------------ |
| 1  | Центральний стадіон — АТРЗ                          | Зазвичай за маршрутом «Центральний стадіон — Річка Царьов» | 12-14        |
| 1А | Центральний стадіон — Аеропорт «Нариманово»         | Працював лише влітку                                       | 2-3          |
| 2  | Центральний стадіон — Вулиця Кубанська              | Працював лише влітку                                       | 12-14        |
| 3  | Солянка — Аеропорт «Нариманово»                     | 5-10 рейсів на день у період пляжного сезону               | 1-2          |
| 4  | Центральний стадіон — Мікрорайон «Південний-Схід-3» |                                                            | 4-5          |

## Рухомий склад
Від часу відкриття тролейбусної системи використовувались моделі ЗіУ-5. Остання з них була списана у 1991 році.
| Модель                   | Роки експлуатації    | Кількість | Бортові номери |
| ------------------------ | -------------------- | --------- | --- |
| ЗіУ-5                    | 1967—1989            | ?         | ? |
| ЗіУ-682 (у модифікаціях) | 1973—2017            | ~ 74      | 016, 023, 031, 032, 033, 034, 035, 036, 037 (перероблений у диспетчерську на кільці «Центральний стадіон»), 041, 042, 043, 044, 045, 047, 047, 049, 052, 053, 054, 055, 056, 057, 058, 060, 061, 062, 063, 064, 065, 066, 067, 068, 069, 070, 071, 072, 073, 074 Списані: 046, 059 |
| ЛіАЗ 5280                | 2006—2008, 2009—2017 | 8         | 079, 080, 081, 082, 083, 084, 085, 086 (2006—2008); 119, 120, 121, 122, 123, 124, 125, 126 (з 2009) |
| ВЗТМ-5284                | 2006—2008            | 4         | 075, 076, 077, 078 |
| КТГ-2                    | 1989—2017            | 2         | ТГ-11, ТГ-12 |

Станом на липень 2010 року щоденний випуск становив 36 тролейбусів. 
На момент закриття системи діяли 10 тролейбусів ЗіУ-682 (№ 052, 060, 061, 064, 065, 069, 070, 072, 073, 074).

## Галерея

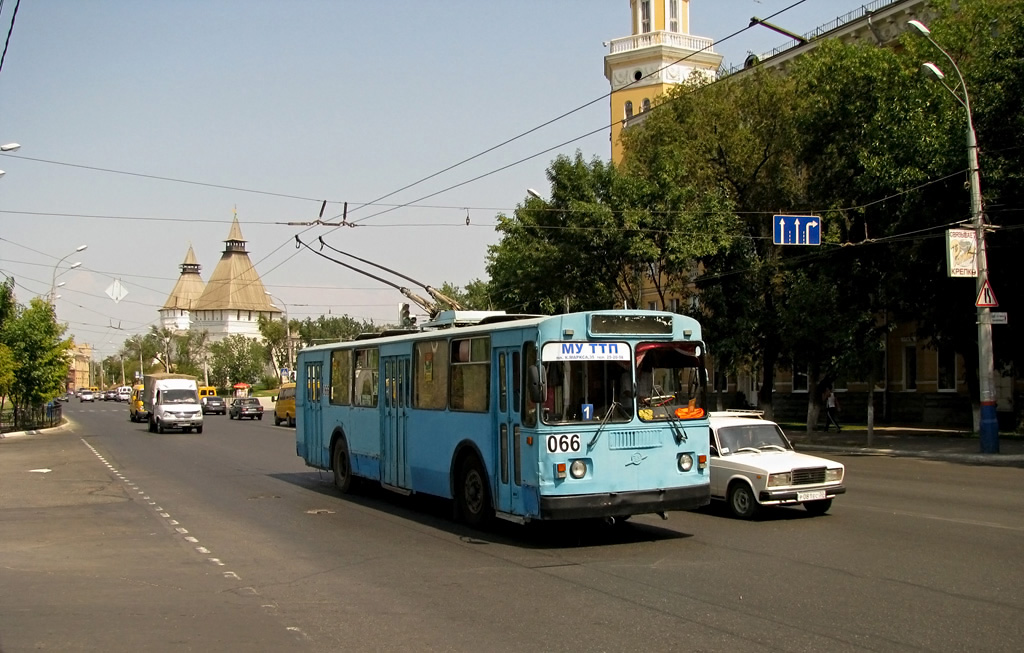
Тролейбус на маршруті № 1 неподалік кремля (серпень 2010)
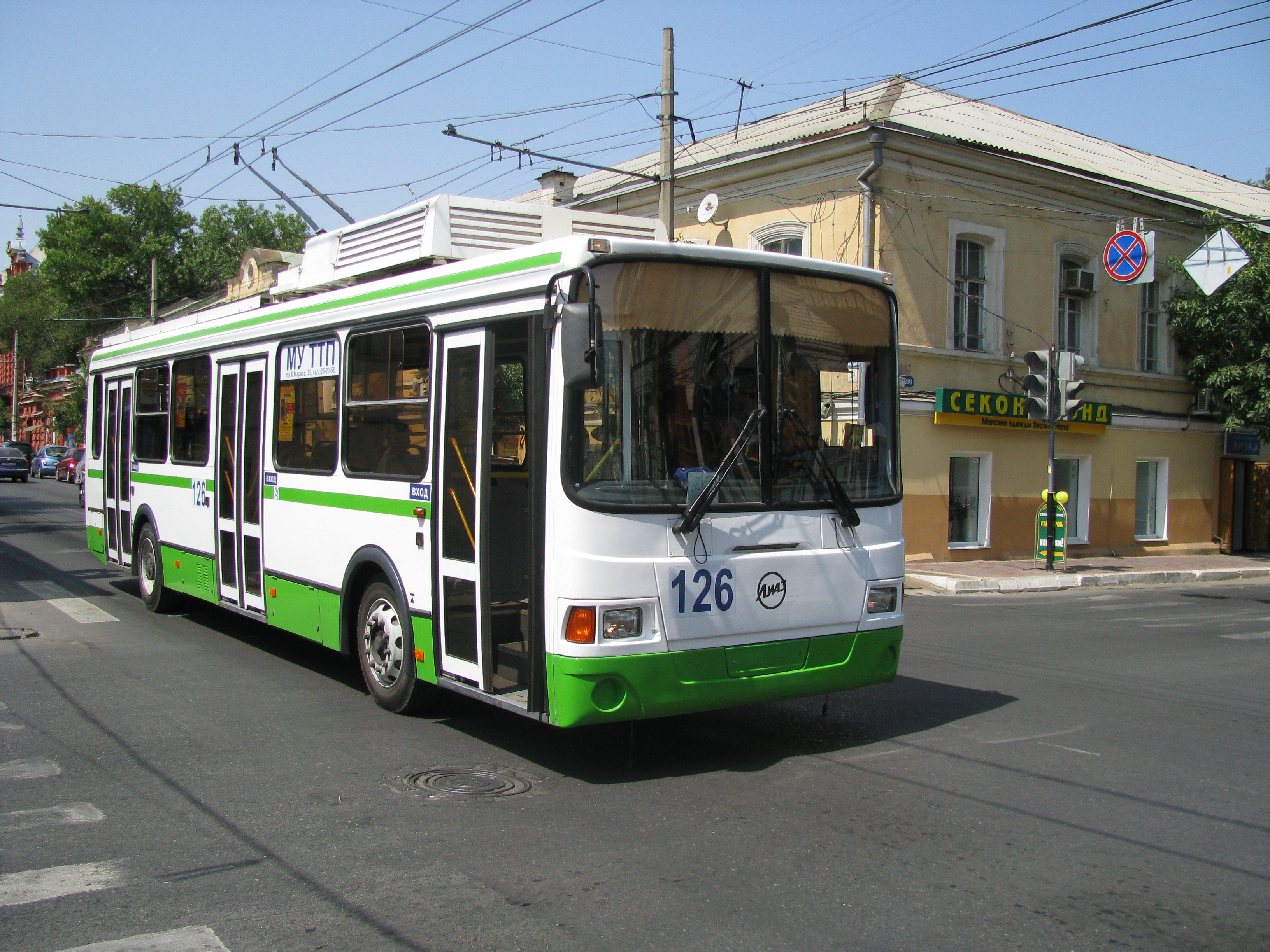
Тролейбус моделі ЛіАЗ 5280 на вулицях міста (серпень 2010)
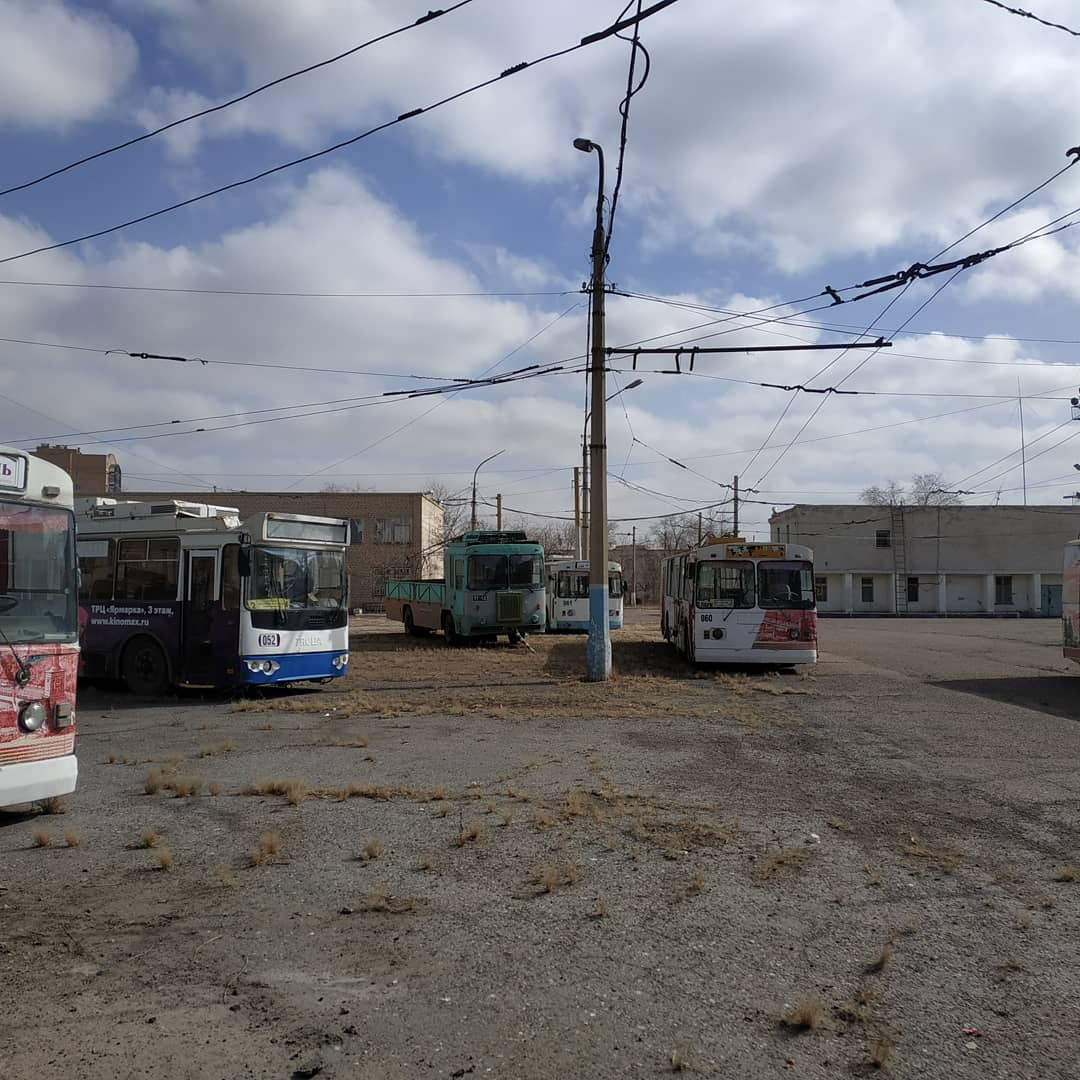
Занедбане депо (лютий 2020)
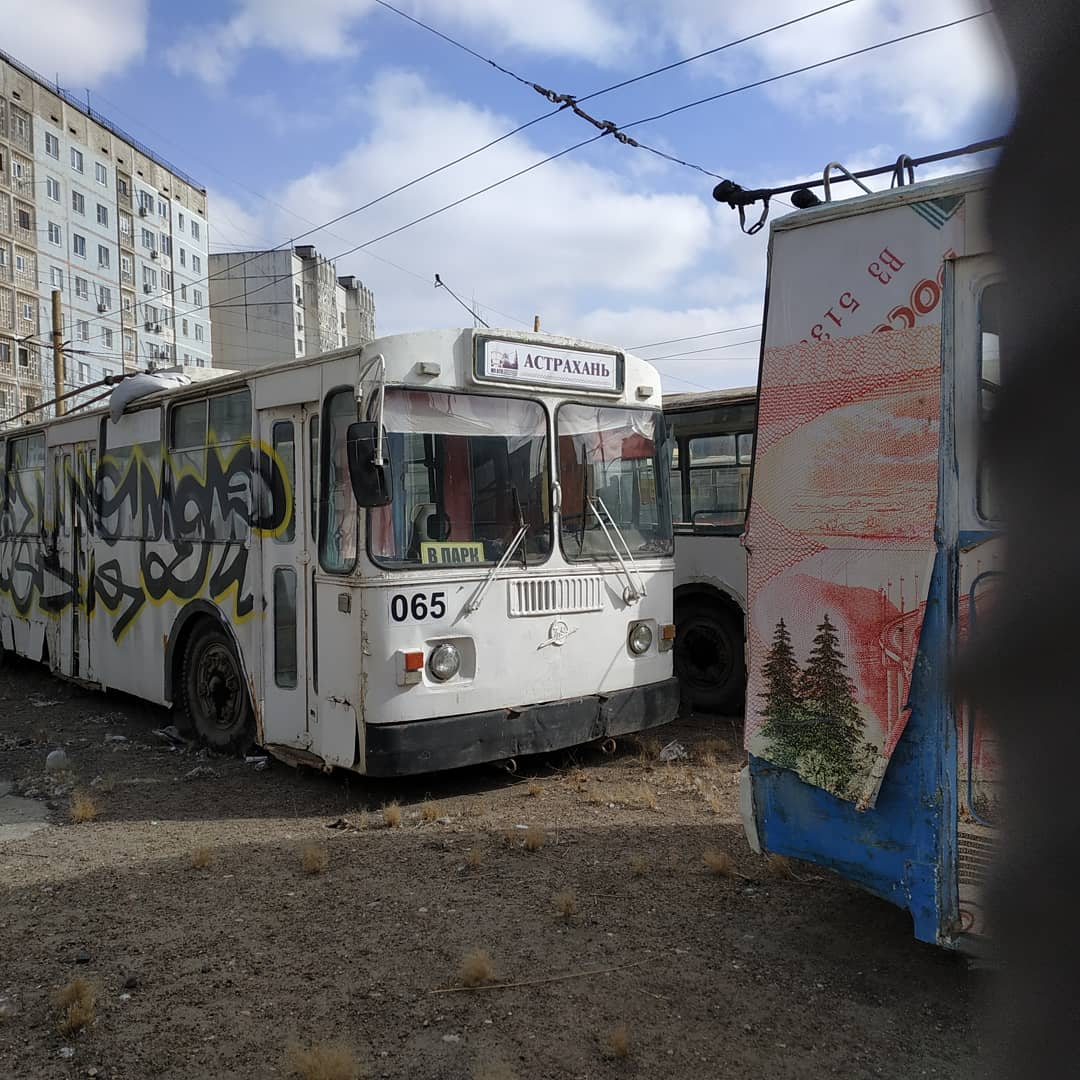
Занедбані тролейбуси ЗіУ на території депо (лютий 2020)